# Felice Mariani
Felice Mariani (né le 8 juillet 1954) est un judoka italien. Il participe aux Jeux olympiques d'été de 1976 dans la catégorie des poids légers et remporte la médaille de bronze. Il participe également aux Jeux olympiques d'été de 1984 mais est éliminé très tôt dans la compétition.

## Palmarès

### Jeux olympiques
- Jeux olympiques de 1976 à Montréal,  Canada
  -  Médaille de bronze.